# Studio Bad Animals
Le studio Bad Animals est un studio d'enregistrement situé sur le 4e Avenue dans le Downtown Seattle. Ouvert en 1979 sous le nom de Steve Lawson Productions par Steve et Debbie Lawson, ils sont rejoints par Nancy et Ann Wilson en 1991. Le bâtiment est renommé Studio X avant de prendre l'actuelle appellation l'année suivante, s'inspirant du neuvième album de Heart intitulé Bad Animals et sorti en 1987.
En juillet 1997, les deux sœurs Wilson revendent leurs parts aux Lawson, avant que ceux-ci ne vendent le studio en 1999 à Mike McAuliffe, Dave Howe, Charlie Nordstrom et Tom Mcgurk.

## Quelques albums enregistrés au studio Bad Animals
- Alice in Chains - Alice in Chains
- Adrenaline - Deftones
- Above - Mad Season
- In Utero - Nirvana
- Superunknown - Soundgarden[1]
- Vitalogy - Pearl Jam